# D.H. Haverkamp
Dirk Hendricus Haverkamp (Amsterdam, 26 januari 1850 - Den Haag , 19 december 1920) was een architect. 
Hij was zoon van Henriëtte Wilhelmina Dukkers en Dirk Haverkamp. Hijzelf was getrouwd met Alida Elisabeth Toekamp Lammers.
Haverkamp begon bij ingenieur Justus Dirks op het bureau van de Amsterdamse kanaalmaatschappij. Het jaar daarop was ingenieur J.G. van Gendt jr.. zijn chef. In 1877 ging Haverkamp werken op het bureau van P.J.H. Cuypers die bezig was met de bouw van het Rijksmuseum. Daar leerde hij zijn latere compagnon Theodoor Gerard Schill kennen. Het zou leiden tot de oprichting van het bureau Schill & Haverkamp. Schill en Haverkamp hebben altijd samen ontworpen. Het duo bracht een professionele differentiatie aan binnen het bureau.
Van de oprichting in 1901 tot 1910 was Haverkamp mederedacteur van het bouwkundige tijdschrift De Bouwwereld. 

## Bouwwerken
Schill & Haverkamp maakten ontwerpen in uiteenlopende stijlen: 
- Hoofdkantoor van de Maatschappij tot Bevordering der Bouwkunst (1884)
- Kalverstraat 3-5, Amsterdam (1889)
- NS-Station Vlissingen
- Baarnse villa’s in chaletstijl:
  - Rusthoek - J.F. Kennedylaan 100
  - Huize Canton - met rijke neo-rococostijl - Javalaan 7
  - Koetshuis Canton - Javalaan 7a
  - Bijgebouw Huize Canton - Javastraat 26-28
  - Eemnesserweg 12-14
  - Wilhelminalaan 9
- De Groote Club in Amsterdam, de Harmonie in Groningen en de Stadsschouwburg van Haarlem  -  internationaal klassicisme
- Verzekeringskantoor Kosmos - Italiaanse renaissance